# Gerle
Pour l’article homonyme, voir Hans Gerle.

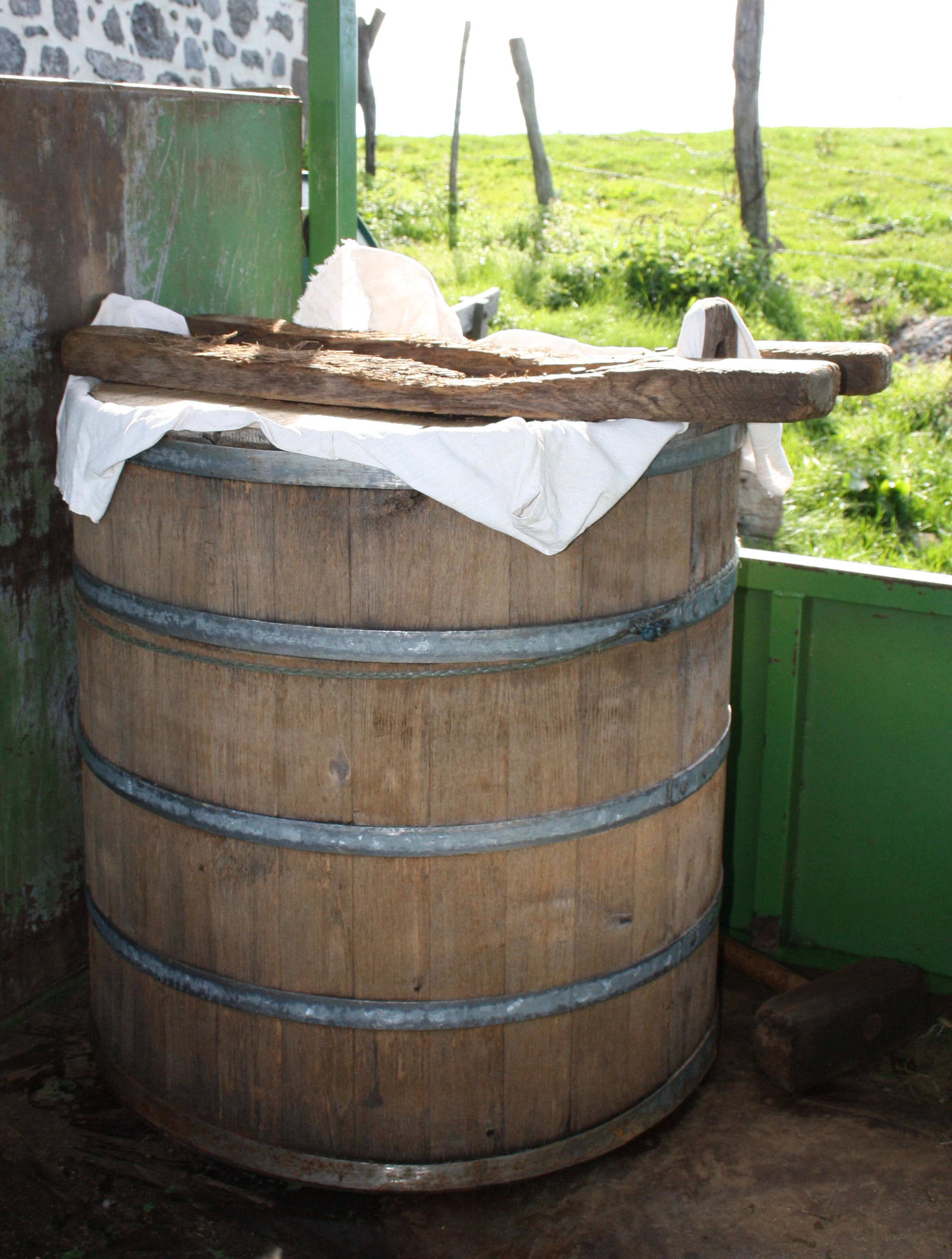
Une gerle dévolue au transport du lait au sein d'une exploitation agricole. Les deux pièces de bois solidaires du couvercle permettent l'ouverture.

Une gerle est un solide récipient de bois de grande contenance, transportable par deux hommes, à la main grâce à un bâton passé dans les trous des oreilles, ou encore à l'épaule grâce à une perche passée dans une corde attachée aux oreilles pour former une anse. Sa partie inférieure est généralement un peu plus large que sa partie supérieure et contrairement au tonneau, destiné à être déplacé par roulage, ses flancs sont non bombés. La gerle est constituée de douelles assemblées et cerclées de fer ou de bois et possède un fond plat. Deux douelles plus longues que les autres, placées en opposition, sont percées à leur extrémité supérieure afin de permettre la formation de l'anse destinée au transport. Certaines gerles peuvent être fermées par un couvercle amovible.

## Étymologie
Gerle est un régionalisme du centre-est de la France, de Suisse et de la Vallée d'Aoste, attesté au VIIIe siècle sous la forme romane gerala désignant une « cuve », vocable dérivé de l'adjectif latin gerula signifiant « porteuse » (du verbe latin gerere : « porter »). Ce terme est toujours utilisé de nos jours sous sa graphie francisée pour désigner un grand récipient en bois transportable : notamment dans le domaine de la viticulture, en Franche-Comté, Savoie, Hautes-Alpes, Isère, Beaujolais, en Vallée d'Aoste et dans certains cantons de la Suisse romande (Vaud, Neuchâtel, Berne) ; mais également en production fromagère, dans le Massif central, en particulier dans les monts du Cantal et en Aubrac. Le diminutif « gerlon » est attesté en Savoie.

## Utilisations

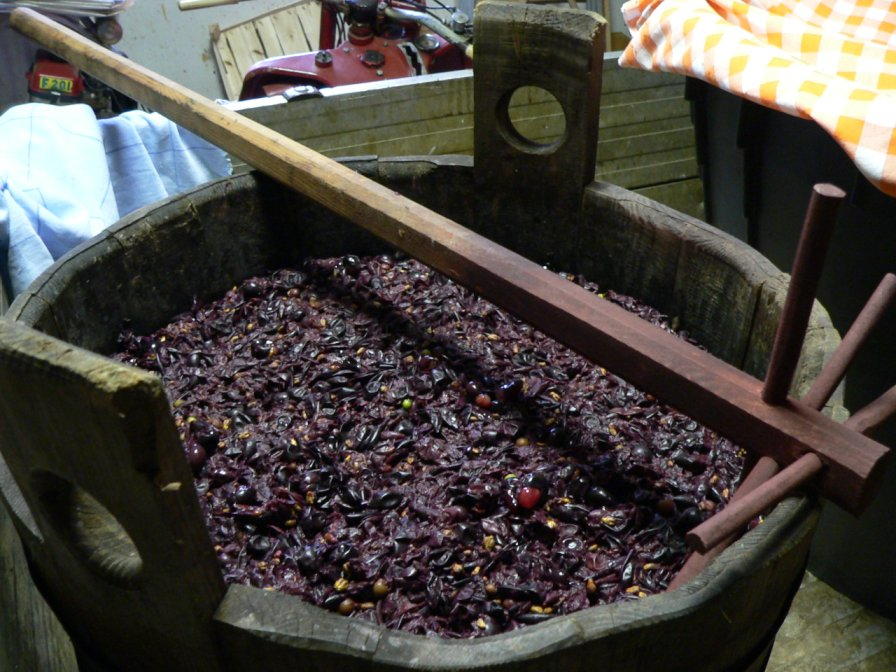
Une gerle, issue probablement d'une futaille tronquée, contenant du moût de raisin.

Une gerle peut avoir plusieurs usages : 
- Fabrication des fromages (une triple fonction) : 
  - pour la récolte et le transport du lait : le lait de la traite est recueilli dans des gerles en bois et aussitôt transporté à l'atelier de fabrication du fromage ;
  - pour le caillage du lait : après transport, le lait tenu tiède dans la gerle y est emprésuré pour être transformé en caillé ;
  - pour l'ensemencement bactériologique naturel du lait : l'utilisation du bois dans la chaîne de fabrication de fromages au lait cru contribue à la richesse en variétés de bactéries utiles du lait et du caillé, jouant un rôle dans l'affinage. Comme le roquefort artisanal avec ses cultures de penicillium sur du pain de seigle, le salers développe ainsi ses arômes en partie grâce aux colonies de bactéries vivant dans le bois de la gerle[5] et l'utilisation de cette dernière est pour cette raison constitutive, à titre dérogatoire[Note 2], du cahier des charges de l'AOC[6],. À la suite de la mise en évidence au début des années 2000 de problèmes sanitaires au niveau de certains fromages de cette appellation, notamment des contaminations par listeria monocytogenes et staphylococcus aureus, des dérogations à l'utilisation de la gerle ont été retirées et l'Agence française de sécurité sanitaire des aliments (Afssa) a été saisie. Observant que les sources de contamination sont extérieures à la gerle, mais que leur expression peut être aggravée par un mauvais entretien de cette dernière, l'Afssa a confirmé en 2005 l'usage de la gerle en bois pour sa capacité à apporter « des micro-organismes impliqués dans l’acquisition de qualités organoleptiques particulières des fromages » de type salers, en considérant que « l’utilisation de la gerle ne doit se concevoir que lorsqu’une maîtrise de l’hygiène générale de la traite ... et de la transformation fromagère..., de la santé des animaux est démontrée » ... et que « les mesures de maîtrise de l’hygiène de la gerle (séchage périodique, surveillance microbiologique et destruction de la gerle quand c’est nécessaire[Note 3]) », sont respectées[7],[8].
- Viticulture/vinification :
  - pour la récolte et le transport du raisin (seille à vendange) ;
  - pour le foulage du raisin dans la vigne, avant son transport au pressoir ;
  - pour recueillir le jus s'écoulant du pressoir ;
  - comme unité de mesure pour le raisin.

- Blanchiment des lessives : un sac rempli de cendres du foyer était placé au fond de la gerle, sur lequel était empilé le linge à laver. De l'eau bouillie était versée sur le tout, puis s'écoulait petit à petit par le petit orifice du fond. Ce labeur était répété de nombreuses fois et durait plusieurs heures, se prolongeant souvent tard dans la nuit.

## Fabrication
En production fromagère, les essences de bois traditionnellement utilisées pour la fabrication de la gerle sont le châtaignier pour le fond et les douves (pour son imputrescibilité), le chêne pour les deux douves portant oreilles (pour sa plus grande résistance) et le peuplier ou le sapin pour le couvercle,.

## Contenance
En fabrication fromagère traditionnelle, la contenance de la gerle varie en fonction de la quantité de lait disponible, qui dépend de la taille du troupeau, mais aussi de la période de traite. Limitée par la capacité de transport de deux personnes, elle s'échelonne entre 50 et 200 litres de lait, très exceptionnellement jusqu'à 240 litres,. À la fin du XXe siècle, l'agrandissement de certaines exploitations d'élevage laitier a conduit à l'utilisation de gerles non transportées et réservées au seul caillage du lait beaucoup plus importantes, dont la contenance peut atteindre 1 050 litres, voire 1 500 litres.

## Concours viticole
La gerle a donné son nom au premier prix du concours viticole organisé chaque année à Neuchâtel en Suisse (la « gerle d'or »), récompensant les meilleurs vins de la région,.